# Concile d'Avignon (1327)
Pour les articles homonymes, voir Concile d'Avignon.
En 1327, se tient le concile provincial d’Avignon.